# Lidmonka
Lidmonka je zaniklá usedlost v Praze 3-Žižkově. Stála v místech hřiště na jižním svahu vrchu Vítkov.

## Historie
Velmi malá zemědělská usedlost stála severovýchodně od Smetanky na jižní stráni Vítkova. Na své západní straně sousedila s usedlostí Čapková. Jednalo se o pouze jednu prostou budovu na obdélném půdorysu.
Usedlost zanikla kolem roku 1872 při stavbě železniční trati Turnovsko-kralupsko-pražské dráhy a úpravách jejího okolí.